# Gunzenberg, Mölbling
Gunzenberg je naselje v Občini Mölbling v Okraju Šentvid ob Glini na Koroškem v Avstriji.